# Eumelea perclara
Eumelea perclara är en fjärilsart som beskrevs av Manfred Sommerer 1995. Eumelea perclara ingår i släktet Eumelea och familjen mätare. Inga underarter finns listade i Catalogue of Life.